# شكرا لك (فلم)
شكرًا لك (بالهندية: थैंक यू) هو فيلم هندي رومانسي كوميدي من إخراج أنيس بازمي وإنتاج يو تي في مويشن بيكتشرز. الفيلم من بطولة أكشاي كومار وسونيل شيتي وبوبي ديول وسونام كابور وعرفان خان وريمي سين وسيلينا جيتلي. صدر الفيلم عام 8 أبريل 2011. ويحكي قصة ثلاثة رجال متزوجين يحاولون الحصول على بعض المتعة خارج زواجهم.

## روابط خارجية
- الموقع الرسمي
- مقالات تستعمل روابط فنية بلا صلة مع ويكي بيانات